# Peugeot 5CV
La 5CV era una famiglia di autovetture di fascia medio-bassa prodotte dal 1924 al 1931 dalla Casa automobilistica Peugeot.

## Descrizione
La famiglia delle 5CV Peugeot comprende tutti quei modelli della Casa francese che durante gli anni venti del secolo scorso venivano equipaggiate con motori intorno ai 0.7 litri, e quindi classificati dal fisco francese come vetture a 5 cavalli fiscali, da cui il nome 5CV. Tali modelli andavano a sostituire quelli di un'altra piccola famiglia di vetture, nota come Quadrilette e che secondo il fisco ha una valenza di 4 cavalli fiscali. Alla categoria delle 5CV appartenevano quasi tutti i modelli della Type 172, eccezion fatta per la versione base e per la versione BS, più la Type 190 S, anch'essa equipaggiata con un motore simile. Vi è un'eccezione in questa classificazione, e cioè la già citata Type 172 BS, che pur essendo annessa alla famiglia delle Quadrilette, montava comunque un motore da 5 cavalli fiscali e quindi era soggetta alla relativa tassazione più elevata. Infine, tra le Type 172 vi è una versione che monta un motore di cilindrata più elevata (pari a 0.95 litri), ma comunque rientrante nella medesima fascia fiscale delle altre versioni.

## Le 5CV particolari
Una Peugeot 172 BC fu acquistata, nel 1927, dal Premio Nobel per la fisica Enrico Fermi, all'epoca del suo soggiorno romano, poco prima di sposarsi con Laura Capon. Utilizzata prevalentemente nell'Urbe e negli immediati dintorni, la piccola vettura fu anche protagonista del "lungo" viaggio di nozze della coppia, da Roma a Firenze, durante il quale si forò uno pneumatico e, in quel di Radicofani, si ruppe la cinghia del ventilatore, subito surrogata da Fermi con quella dei suoi pantaloni.